# Chemins d'école, chemins de tous les dangers
Ne doit pas être confondu avec Les Chemins de l'école.
Chemins d’école, chemins de tous les dangers est une série documentaire allemande en 21 épisodes de 52 minutes réalisée par Karsten Scheuren en 2015 en collaboration avec Arte. Elle a notamment été diffusée sur France Ô.

## Fiche technique
- Titre : Chemins d’école, chemins de tous les dangers
  - en allemand : Die gefährlichsten Schulwege der Welt
- Auteur : Natalia Lucic
- Montage et étalonnage : Michael Schene
- Réalisation : Karsten Scheuren (de), Leonhard Steinbichler
- Musique : Jan Krzyzostaniak
- Narration : Nina Breiter (allemand)
- Pays d'origine :  Allemagne
- Langue originale : allemand
- Durée : 52 minutes /  26 minutes
- Production : Christian Schene, Joachim Förster
- Sociétés de production : Maximus Film GmbH, MDR
- Année de production : 2015
- Son : Frank Strothmann
- Image : Axel Funck